# Sebacinales
Sebacinales M. Weiss, Selosse, Rexer, A. Urb. & Oberw. – rząd grzybów należący do klasy pieczarniaków (Agaricomycetes).

## Systematyka
Pozycja taksonomiczna według Index Fungorum:
Incertae sedis, Agaricomycetes, Agaricomycotina, Basidiomycota, Fungi.
Według Index Fungorum bazującego na Dictionary of the Fungi do rzędu Sebacinales należą:
- rodzina Sebacinaceae – łojówkowate
- rodzina Serendipitaceae M. Weiss, F. Waller, Zuccaro & Selosse 2016[2]

Nazwy polskie według W. Wojewody.